# Gabriel (football, 1993)
Pour les articles homonymes, voir Gabriel.
Gabriel Appelt Pires, plus communément appelé Gabriel, né le 18 septembre 1993 à Rio de Janeiro, est un footballeur brésilo-portugais qui évolue au poste de milieu de terrain au Panserraikos.

## Carrière
Gabriel signe en faveur de la Juventus dès avril 2011, mais ne peut rejoindre le club avant ses dix-huit ans. Il est prêté une saison avec option d'achat au FC Pro Verceil en 2012-2013, puis sans option d'achat au Spezia Calcio l'année suivante. Il est prêté en 2014 au Delfino Pescara, mais son prêt est rompu en janvier et il termine la saison à l'AS Livourne.
Il est une nouvelle fois prêté en août 2015, en Espagne au CD Leganés. Il se lie définitivement au club durant l'été 2016, pour une durée de trois ans.
Le 27 août 2018, Gabriel signe au Benfica Lisbonne pour huit millions d'euros,.

## Statistiques
| Saison                | Club                   | Championnat           | Championnat | Championnat | Coupe nationale | Coupe nationale | Coupe de la Ligue | Coupe de la Ligue | Total | Total |
| Saison                | Club                   | Division              | M.          | B.          | M.              | B.              | M.                | B.                | M.    | B.    |
| 2011                  | Resende FC             | Campeonato Carioca    | 14          | 1           | 0               | 0               | -                 | -                 | 14    | 1     |
| Sous-total            | Sous-total             | Sous-total            | 14          | 1           | 0               | 0               | -                 | -                 | 14    | 1     |
| 2012-2013             | FC Pro Verceil (prêt)  | Serie B               | 25          | 1           | 0               | 0               | -                 | -                 | 25    | 1     |
| 2013-2014             | Spezia Calcio (prêt)   | Serie B               | 18          | 0           | 0               | 0               | -                 | -                 | 18    | 0     |
| 2014-2015             | Delfino Pescara (prêt) | Serie B               | 16          | 0           | 2               | 0               | -                 | -                 | 18    | 0     |
| 2014-2015             | AS Livourne (prêt)     | Serie B               | 17          | 1           | 0               | 0               | -                 | -                 | 17    | 1     |
| Sous-total            | Sous-total             | Sous-total            | 76          | 2           | 2               | 0               | -                 | -                 | 78    | 2     |
| 2015-2016             | CD Leganés (prêt)      | Liga Adelante         | 37          | 7           | 3               | 1               | -                 | -                 | 40    | 8     |
| 2016-2017             | CD Leganés             | Liga                  | 34          | 5           | 2               | 0               | -                 | -                 | 36    | 5     |
| 2017-2018             | CD Leganés             | Liga                  | 29          | 5           | 6               | 1               | -                 | -                 | 35    | 6     |
| Sous-total            | Sous-total             | Sous-total            | 100         | 17          | 11              | 2               | -                 | -                 | 111   | 19    |
| 2018-2019             | Benfica Lisbonne       | D1                    | 0           | 0           | 0               | 0               | -                 | -                 | 0     | 0     |
| Sous-total            | Sous-total             | Sous-total            | 0           | 0           | 0               | 0               | -                 | -                 | 0     | 0     |
| Total sur la carrière | Total sur la carrière  | Total sur la carrière | 190         | 20          | 13              | 2               | -                 | -                 | 203   | 22    |

## Palmarès
Avec le Benfica Lisbonne :
- Champion du Portugal en 2019